# Николусси-Кавилья, Ханс
Ханс Николу́сси-Кави́лья (итал. Hans Nicolussi Caviglia; род. 18 июня 2000, Аоста) — итальянский футболист, полузащитник клуба «Ювентус», выступающий на правах аренды за клуб «Венеция».

## Клубная карьера
Ханс воспитывался в системе «Ювентуса». В сезоне 2018/19 он был переведён из юношеской команды в фарм-клуб «Ювентус (до 23)», выступавший в Серии C. Параллельно его активно привлекали к тренировкам и матчам взрослой команды «старой синьоры». Его дебют за «Ювентус» в Серии A состоялся 8 марта 2019 года в матче против клуба «Удинезе». Ханс появился на поле на 80-й минуте, заменив форварда Мойзе Кена.

## Карьера в сборной
Ханс выступал за Италию на юношеском уровне. В составе юношеской сборной до 17 лет он принимал участие на юношеском чемпионате Европы 2017. На этом турнире Ханс принял участие только в матче с испанцами, в котором он забил гол, а его сборная вылетела на групповой стадии.